# 브루스 혼즈비
브루스 혼즈비(영어: Bruce Hornsby, 1954년 11월 23일 ~ )는 미국의 가수이자 키보디스트이다.
클래식, 재즈, 블루그래스, 민속 음악, 모타운, 록, 블루스, 잼 밴드 등 여러 장르 음악의 전통을 자연스럽게 살려낸 즉흥 연주로 유명하다.
1990년부터 1992년까지는 그레이트풀 데드의 비공식 구성원으로 활동하기도 했다.

## 수상
- 1987년 그래미 어워드 최우수 신인상[주 1]
- 1990년 그래미 어워드 최우수 블루그래스 앨범상[주 2]
- 1994년 그래미 어워드 최우수 팝 연주상[주 3]

## 주해
1. ↑  Grammy Award for Best New Artist
2. ↑  Grammy Award for Best Bluegrass Album
3. ↑  Grammy Award for Best Pop Instrumental Performance